# Sjtetl
Met een sjtetl of shtetl (Jiddisch, als verkleinwoord afgeleid van het Duitse Stadt of Statt)  (שטעטל, shtetl (enkv.), שטעטלעך, Shtetlech (mv.)) wordt een dorpje of stadje aangeduid met een breed vertegenwoordigde orthodox-joodse gemeenschap.
De term heeft zijn oorsprong in Centraal-Europa, met name Polen.
Ook vandaag de dag zijn er shtetls: in Amerika en Israël. Joden uit Europa hebben daar land gekocht en dorpen opgericht. Deze dorpen behoren vaak ideologisch tot een bepaalde chassidische beweging. Voorbeelden zijn:
- Kiryas Joel, in de staat New York, van Satmarrer chassidim
- New Square, nabij New York, van Skverrer chassidim
- Kiryas Tzanz, in Netanja, Israël, van Tzanzer chassidim

In Israël wordt de term vaak ook door seculiere joden gebruikt om op negatieve wijze te verwijzen naar charedisch-joodse wijken in Israëlische steden, met name in Jeruzalem.